# Oscar Melin
Johan Oscar Melin, född den 25 juni 1844 i Klinte socken, Gotlands län, död den 17 februari 1931 i Visby, var en svensk ämbetsman. Han var far till Gustaf Melin.
Melin blev student vid Uppsala universitet 1862 och avlade kameralexamen där 1863. Han blev extra ordinarie landskontorist i Gotlands län 1864, kronolänsman i Endre och Dede ting på Gotland 1870, ordinarie landskontorist i Gotlands län 1872 och länsbokhållare där 1881. Melin var stadskamrerare i Visby 1869–1891, sekreterare vid Gotlands läns landsting 1882–1909 och landskamrerare i Gotlands län 1890–1913. Han blev riddare av Nordstjärneorden 1897 och kommendör av andra klassen av Vasaorden 1908.